# Алексея (река)
Алексея — река в Таймырском Долгано-Ненецком районе Красноярского края России. Впадает в Хету слева на высоте 9 м. Длина реки — 62 км, площадь водосборного бассейна — 347 км².
Вытекает из озера Алексея на высоте 47 м над уровнем моря.
Бо́льшая часть бассейна реки покрыта хвойным лесом. Русло сильно извилисто, берега не заболочены.

## Бассейн
Объекты по порядку от устья к истоку ( км от устья: ← левый приток | → правый приток | — объект на реке ):
Хета
← Алексея
→ Кёне-Сала
← Эпиллегис
→ ручей из озёр Курунгнах
→ ручей из безымянного озера, в которое впадает ручей из Улахан-Оюрдах
→ ручей из крупного безымянного озера, более меньшего и множества малых
 — озеро Алексея
Бассейн реки граничит с бассейнами рек Урдах (озеро Урдах), Эбенки (озеро Тылан), Нельмалях, Хатынгыр, Дягла.